# Міжчасовий вибір
Міжчасовий вибір (англ. Intertemporal choice)— це процес, за допомогою якого люди приймають рішення про те, що і скільки робити в різні моменти часу, коли вибір в один момент впливає на можливості, доступні в інші моменти часу. На цей вибір впливає відносна цінність, яку люди приписують двом або більше виграшам у різні моменти часу. Більшість варіантів вимагають від тих, хто приймає рішення, компромісу між витратами та вигодами в різні моменти часу. Ці рішення можуть стосуватися заощаджень, трудових зусиль, освіти, харчування, фізичних вправ, охорони здоров’я тощо. Висока часова преференція менших винагород пов’язана з багатьма негативними наслідками, починаючи від нижчої зарплати  і закінчуючи наркоманією. 
З початку двадцятого сторіччя економісти аналізували міжчасові рішення, використовуючи модель дисконтованої корисності, яка припускає, що люди оцінюють задоволення та страждання, які є результатом рішення, приблизно так само, як фінансові ринки оцінюють збитки та прибутки, експоненціально «знижуючи» вартість результатів відповідно до того, наскільки вони відстрочені в часі. Знижену корисність використовували для опису того, як люди насправді роблять міжчасовий вибір, й її використовували як інструмент державної політики. Політичні рішення щодо того, скільки витрачати на дослідження та розробки, охорону здоров’я та освіту, залежать від ставки дисконтування, яка використовується для аналізу рішення. 

## Портфельний розподіл
Міжчасовий вибір портфеля — це розподіл коштів між різними активами, який неодноразово протягом часу, причому сума інвестованих коштів у будь-який майбутній час залежить від прибутку портфеля в будь-який попередній момент часу. Таким чином, майбутні рішення можуть залежати від результатів поточних рішень. Загалом ця залежність від попередніх рішень означає, що поточні рішення повинні враховувати їх імовірнісний вплив на майбутні обмеження портфеля. Однак із цього є деякі винятки: з логарифмічною функцією корисності або з функцією корисності HARA та послідовною незалежністю результатів оптимально діяти з (раціональною) короткозорістю, ігноруючи вплив поточних рішень на майбутні рішення.

## Споживання
Кейнсіанська функція споживання базувалася на двох основних гіпотезах. По-перше, гранична схильність до споживання лежить між 0 і 1. По-друге, середня схильність до споживання падає зі зростанням доходу. Ранні емпіричні дослідження узгоджувалися з цими гіпотезами. Однак після Другої світової війни було помічено, що заощадження не зросли разом із зростанням доходу. Кейнсіанська модель не змогла пояснити феномен споживання, тому була розроблена теорія міжчасового вибору. Аналіз міжчасового вибору був представлений Джоном Рейєм у 1834 році в «Соціологічній теорії капіталу». Пізніше Ойген фон Бем-Баверк у 1889 році та Ірвінг Фішер у 1930 році розробили модель. Кілька інших моделей, заснованих на міжчасовому виборі, включають гіпотезу життєвого циклу, запропоновану Франко Модільяні, і гіпотезу постійного доходу, запропоновану Мілтоном Фрідманом . Концепція вальрасівської рівноваги також може бути розширена, щоб включити міжчасовий вибір. Вальрасівський аналіз такої рівноваги вводить дві «нові» концепції цін: ф’ючерсні ціни та спотові ціни.

### Модель міжчасового споживання Фішера

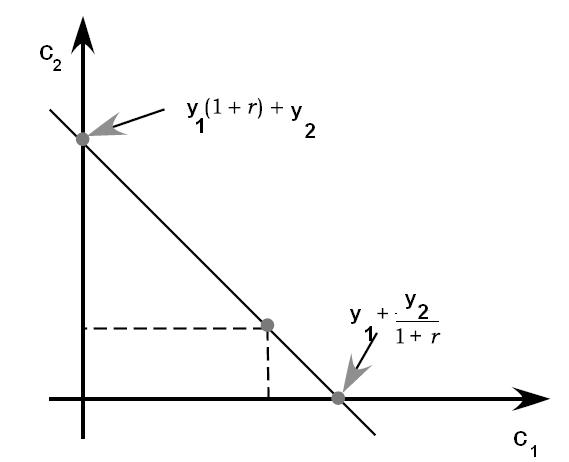
Міжчасове бюджетне обмеження зі споживанням періоду 1 і 2 на осі абсцис і осі у відповідно.

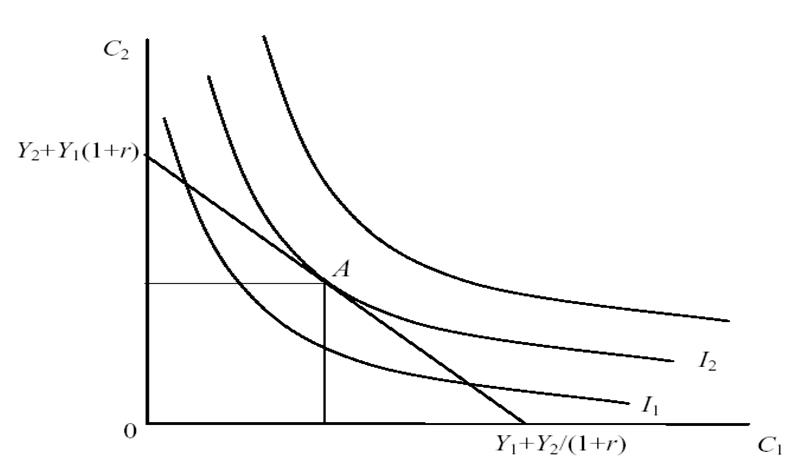
На малюнку зображено міжчасовий вибір споживача, враховуючи переваги корисності та бюджетні обмеження.

Ірвінг Фішер розвинув теорію інтертемпорального вибору у своїй книзі «Теорія інтересу» (1930). На відміну від Кейнса, який пов’язував споживання з поточним доходом, модель Фішера показала, наскільки раціонально перспективні споживачі обирають споживання на теперішнє та майбутнє, щоб максимізувати своє задоволення протягом життя.
Згідно Фішера, нетерплячість індивіда залежить від чотирьох характеристик його потоку доходу: розміру, часової форми, складу та ризику. Крім цього, передбачення, самоконтроль, звичка, очікування життя та мотив заповідання (або турбота про життя інших) є п’ятьма особистими факторами, які визначають нетерплячість людини, яка, у свою чергу, визначає її часову преференцію. 
Щоб зрозуміти вибір споживача в різні періоди часу, ми беремо споживання в один період як складний товар. Припустимо, що є один споживач, {\displaystyle N} товарів і два періоди. Преференції надає {\displaystyle U(x_{1},x_{2})} де {\displaystyle x_{t}=(x_{t1},\dots ,x_{tN})} . Дохід за період {\displaystyle t} є {\displaystyle Y_{t}} . Економія в періоді 1 є {\displaystyle S_{1}}, витрати в період {\displaystyle t} є {\displaystyle C_{t}}, і {\displaystyle r} є процентна ставка. Якщо особа не може позичити під заставу майбутніх доходів у першому періоді, то вона підлягає окремим бюджетним обмеженням у кожному періоді:
{\displaystyle C_{1}+S_{1}\leq Y_{1},}    (1)
{\displaystyle C_{2}\leq Y_{2}+S_{1}(1+r).}    (2)
З іншого боку, якщо таке запозичення можливе, тоді на особу поширюється єдине міжчасове бюджетне обмеження :
{\displaystyle C_{1}+{\frac {C_{2}}{1+r}}=Y_{1}+{\frac {Y_{2}}{1+r}}.}    (3)
Ліва сторона показує теперішню вартість витрат, а права – теперішню вартість доходу. Множення рівняння на {\displaystyle (1+r)} дасть нам відповідні майбутні значення.
Тепер споживач повинен вибрати a {\displaystyle C_{1}} і {\displaystyle C_{2}} таким чином, щоб
Максимізувати
{\displaystyle U(C_{1},C_{2})}
на тему
{\displaystyle C_{1}+C_{2}/(1+r)=Y_{1}+Y_{2}/(1+r).}

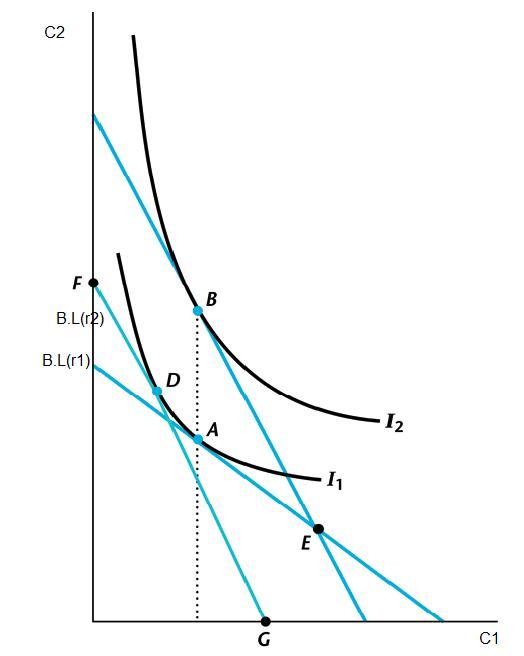
Якщо споживач є чистим заощаджувачем, підвищення процентної ставки матиме неоднозначний вплив на поточне споживання.

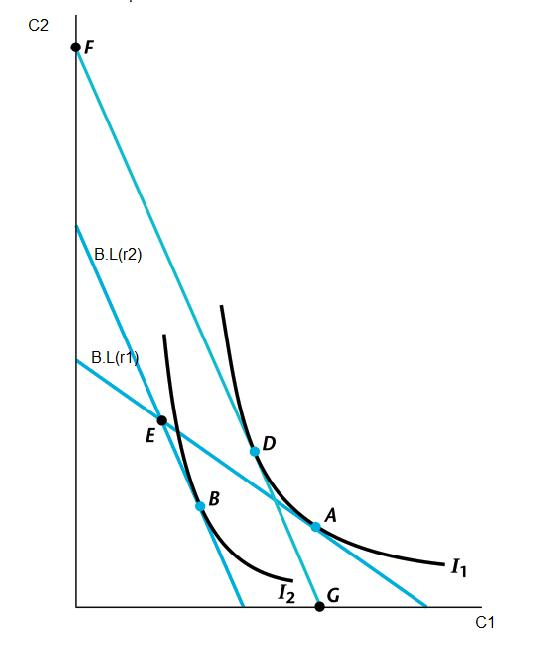
Якщо споживач є чистим позичальником, підвищення процентної ставки зменшить його поточне споживання.

Споживач може бути чистим заощаджувачем або чистим позичальником. Якщо він спочатку перебуває на такому рівні споживання, коли він не є ні чистим позичальником, ні чистим заощаджувачем, збільшення доходу може зробити його чистим заощаджувачем або чистим позичальником залежно від його уподобань. Збільшення поточного або майбутнього доходу збільшить поточне та майбутнє споживання (мотиви згладжування споживання).
Тепер розглянемо сценарій, за якого процентні ставки збільшуються. Якщо споживач є чистим заощаджувачем, він заощаджуватиме більше в поточному періоді завдяки ефекту заміщення і споживатиме більше в поточному періоді завдяки ефекту доходу. Таким чином, чистий ефект стає неоднозначним. Проте, якщо споживач є чистим позичальником, він буде прагнути споживати менше в поточному періоді через ефект заміщення та ефект доходу, таким чином зменшуючи своє загальне поточне споживання. 

### Гіпотеза доходу життєвого циклу Модільяні
Гіпотеза життєвого циклу базується на такій моделі:
{\displaystyle \max U_{t}=\sum _{t}U(C_{t})(1+\delta )^{-t}}
на тему
{\displaystyle \sum _{t}C_{t}(1+r)^{-t}=\sum _{t}Y_{t}(1+r)^{-t}+W_{0},}
де
U ( C t ) – задоволення, отримане від споживання за період часу t ,
C t – рівень споживання в момент часу t ,
Y t – дохід у момент часу t ,
δ — коефіцієнт часової преференції  (міра індивідуальної переваги між поточною та майбутньою діяльністю),
W 0 – початковий рівень активів, що приносять дохід.

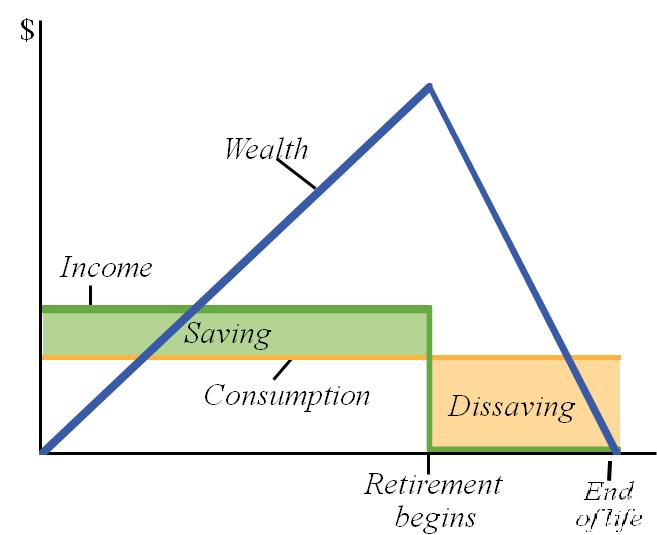
Гіпотеза життєвого циклу

Як правило, MPC людини (гранична схильність до споживання) є відносно високою в молодому віці, знижується в середньому віці та збільшується, коли людина близька до пенсії або перебуває на пенсії. Модель гіпотези життєвого циклу (LCH) визначає індивідуальну поведінку як спробу згладити моделі споживання протягом життя певною мірою незалежно від поточного рівня доходу. Ця модель стверджує, що на початку життя витрати на споживання можуть значно перевищувати дохід, оскільки людина може робити великі покупки, пов’язані з покупкою нового будинку, створенням сім’ї та початком кар’єри. На цьому етапі життя людина буде позичати в майбутньому, щоб підтримати ці потреби у витратах. Однак у середині життя ці моделі витрат починають вирівнюватися і підтримуються або, можливо, перевищуються збільшенням доходу. На цьому етапі особа повертає будь-які минулі позики та починає заощаджувати на свою пенсію. Після виходу на пенсію споживчі витрати можуть почати зменшуватися, однак дохід зазвичай різко зменшується. На цій стадії життя людина відкладає або живе за рахунок минулих заощаджень до смерті.  

### Гіпотеза постійного доходу Фрідмана
Після Другої світової війни було помічено, що модель, у якій поточне споживання було просто функцією поточного доходу, явно була надто спрощеною. Це не могло пояснити той факт, що довгострокова середня схильність до споживання здавалася приблизно постійною, незважаючи на те, що гранична схильність до споживання була набагато нижчою. Таким чином, гіпотеза постійного доходу Мілтона Фрідмана є однією з моделей, яка намагається пояснити це очевидне протиріччя.
Відповідно до гіпотези постійного доходу, постійне споживання CP пропорційне постійному доходу Y P . Постійний дохід - це суб'єктивне поняття ймовірного середнього майбутнього доходу. Постійне споживання є подібним поняттям споживання.
Фактичне споживання C і фактичний дохід Y складаються з цих постійних компонентів плюс непередбачені тимчасові компоненти C T і Y T відповідно: 
C P t =β 2 Y P t
C t = C P t + C T t
Y t = Y P t + Y T t

## Пропозиція робочої сили
Вибір індивіда щодо того, скільки праці запропонувати в даний момент, передбачає компроміс між поточною працею та відпочинком. Обсяг робочої сили, що надається зараз, впливає не лише на поточні можливості споживання, а й на майбутні, і, зокрема, впливає на майбутній вибір того, коли вийти на пенсію та припинити пропонувати робочу силу. Таким чином, поточний вибір пропозиції праці є міжчасовим вибором.
Коли працівники стикаються з підвищенням заробітної плати, відбуваються три речі: ефект заміщення, ефект звичайного доходу та ефект дарування. Майте на увазі, що заробітна плата — це ціна дозвілля, оскільки заробітна плата — це упущена альтернативна вартість споживання дозвілля. 
Ефект заміщення (англ. Substitution Effect): коли зарплата зростає, дозвілля стає дорогим. Отже, робітник витрачав би менше дозвілля і забезпечував би більше праці. При цьому, якщо реальний дохід не зміниться, кількість відпрацьованих годин збільшиться. 
Ефект доходу (англ. Income Effect): у міру зростання зарплати дозвілля стає дорогим. Тому купівельна спроможність кожного долара зменшилася б. Оскільки дозвілля є звичайним товаром, робітник купував би менше дозвілля. Це створить негативну залежність між кількістю відпрацьованих годин і ставкою заробітної плати. 
Ефект володіння (англ. Endowment Effect): у міру зростання заробітної плати зростає вартість надходження (= заробітна плата помножена на дозвілля + споживання). Тому дохід збільшиться, якщо праця буде фіксованою. Оскільки дозвілля є звичайним товаром, робітник купував би більше дозвілля.

## Основні інвестиції
Інвестиції в основний капітал — це придбання фірмами нових машин, фабрик тощо. Причиною таких закупівель є збільшення обсягу продукції, яка потенційно може бути вироблена в різний час у майбутньому, тому це міжчасовий вибір.

## Гіперболічне дисконтування
До цього часу в статті розглядалися випадки, коли люди роблять міжчасовий вибір, враховуючи поточну дисконтовану вартість свого споживання та доходу. Кожен період у майбутньому експоненціально дисконтується з однаковою процентною ставкою. Інший клас економістів, однак, стверджує, що люди часто страждають від того, що називається тимчасовою короткозорістю. Типовою реакцією споживача на невизначеність у цьому випадку є різке зниження важливості майбутнього прийняття рішень. Цей ефект називається гіперболічним дисконтуванням .
Математично це можна представити так:
{\displaystyle f_{H}(D)={\frac {1}{1+kD}}\,}
де
f ( D ) коефіцієнт дисконтування ,
D - затримка винагороди, і
k – параметр, що визначає ступінь дисконтування. 
Вибираючи між 100 або 110 доларами через день, люди можуть нетерпляче вибрати негайні 100 доларів, а не чекати завтра, щоб отримати додаткові 10 доларів. Однак, вибираючи між 100 дол. США за місяць або 110 дол. США за місяць і день, багато хто з цих людей змінюють свої переваги й тепер терпляче чекають додатковий день, щоб отримати додаткові 10 дол. 

## Дивіться також
- Теорія прийняття рішень
- Функція знижки
- Комунальні пільги
- Міжчасове бюджетне обмеження
- Поведінкова економіка
- Правило Кейнса — Ремзі
- Тимчасова знижка
- Часова преференція